# Blei-Zirkonat-Titanat

Phasendiagramm von PZT in Abhängigkeit von Temperatur und Mischverhältnis. P ist dabei der dielektrische Polarisationsvektor (spontane Polarisation).

Blei-Zirkonat-Titanat (PZT) ist eine Keramik mit der Summenformel Pb[ZrxTi1−x]O3 (0 ≤ x ≤ 1) und gehört zu der Familie der Ferroelektrika. Das x bedeutet, dass Titan und Zirkonium aufgrund ihrer ähnlichen chemischen Eigenschaften gegeneinander ausgetauscht werden können, um die ferroelektrischen Eigenschaften der Verbindung zu beeinflussen.
Die Bleiatome sind in einer kubischen Raumstruktur angeordnet. Blei-Zirkonat-Titanat liegt für gewöhnlich, ebenso wie das ihm sehr ähnliche Bariumtitanat, als Perowskit vor. Sechs Sauerstoffatome sind kubisch-flächenzentriert und ein Titan- bzw. Zirkoniumatom „pseudo-kubisch-raumzentriert“ angeordnet. Pseudo-kubisch bedeutet, dass das Ti/Zr-Atom oberhalb der Curietemperatur tatsächlich die beschriebene kubisch-raumzentrierte Position einnimmt, jedoch bei Temperaturen unterhalb der Curietemperatur etwas aus seiner zentralen Lage herauswandert. Das zuvor elektrisch neutrale Gitter wird dadurch zu einem Dipol. Dieses Dipolgitter weist nun piezoelektrische Eigenschaften auf. Durch das Mischungsverhältnis von Zr zu Ti kann die Curietemperatur zwischen 230 °C und 500 °C eingestellt werden (siehe Phasendiagramm von PZT). Bei einem Titananteil unter ca. 6 % (x > 0,94) ist PZT antiferroelektrisch.
PZT gilt zurzeit als eines der kostengünstigsten Materialien zur Herstellung leistungsfähiger Piezoaktoren. Es wird auch bevorzugt als Speicherelement eines ferroelektrischen RAM verwendet.

## PZT als Piezokeramik

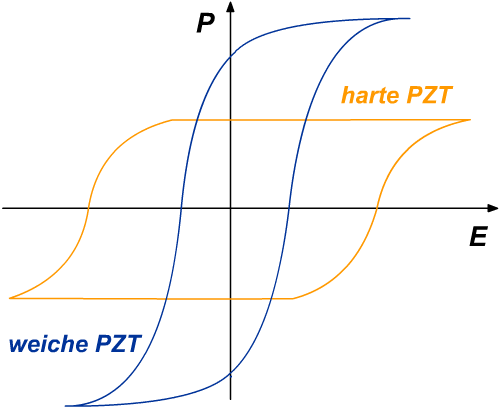
Hysteresekurve von dotierten PZT-Keramiken. Aufgetragen ist die Polarisation P über die angelegte elektrische Feldstärke E.

Die Eigenschaften eines PZT-Werkstoffes lassen sich zusätzlich durch den Einbau von Fremdatomen (Dotierung) modifizieren. Besondere Wichtigkeit für Piezokeramiken besitzt dabei die Polarisierbarkeit bei unterschiedlichen elektrischen Feldstärken. Durch die Dotierung entstehen sogenannte harte und weiche Keramiken, die sich in ihrer Hysteresekurve unterscheiden. Weiche PZT-Materialien zeichnen sich durch hohe Remanenz aus, sie zeigen jedoch bereits bei einer geringeren Feldstärke, der sogenannten Koerzitivfeldstärke, eine Änderung der Polarisationsrichtung. Bei harten PZT-Werkstoffen ist das Umgekehrte der Fall: die weissschen Bezirke, auch Domänen genannt, lassen sich schwerer durch elektrische Felder verändern. Das Material ist also schwerer umpolarisierbar („härter“).